# تام رویل
تام رویل (انگلیسی: Tom Revill؛ 1892 – ۱۹۷۹ (۸۶−۸۷ سال)) بازیکن فوتبال اهل بریتانیا بود.
از باشگاه‌هایی که در آن بازی کرده است می‌توان به باشگاه فوتبال چسترفیلد و باشگاه فوتبال استوک سیتی اشاره کرد.